# 殖民協会
殖民協会（しょくみんきょうかい）は、1893年（明治26年）3月11日に移住殖民を日本の国是とみなして発足した亜細亜・南洋研究団体。アジア主義系の団体とみなされることもある。

## 概要
松方内閣の外務大臣を辞した榎本武揚の呼びかけによって創立。海権の航路を拡張し、移住殖民の業を盛んにし、商権の拡張を目的とすること及び、メキシコに植民地を建設することを趣意書に掲げて発足し、発足式を開き、全員で28名の会員を連ねた。その陣容は当時の国権論者にはお馴染みの顔ぶれで、東海散士（柴四朗）が居るのは当然のごとく、渡辺洪基、東海散士が監事。土佐自由民権運動の栗原亮一、林有造、西南戦争後に済々黌を立ち上げた佐々友房、古荘嘉門ら熊本士族・国権党の面々、自由党の星亨、福澤諭吉の門人・井上角五郎、横浜毎日新聞の島田三郎、『東京経済雑誌』を主宰する田口卯吉、歌人の天田愚庵、陸軍の三浦梧楼、谷干城に近衛篤麿といった陣容である。そこに評議員として三宅雪嶺、杉浦重剛、志賀重昂、陸羯南ら国粋保存を主張する「日本新聞社」の面子が加わった。のちに金子堅太郎、稲垣満次郎、根本正らも加わった。
殖産・開拓の学問的背景となって準備作業を行ったのは当時の日本において唯一の学術団体といえる東京地学協会である。地学協会の創立に渡辺と共に参加していた榎本は、メキシコへの殖民という国家プロジェクトを立て始めた。殖民協会は政府の援助を受けながら、南洋各地に研究団を送り込み、報告を持ち帰った。事業は失敗に終わったが、この後1899年にペルーへ最初の契約労働者渡航が始まり、やがてラテンアメリカへの日本人渡航が盛んになった。

## 関連書籍
- 『殖民協会報告』